# ناثان دان
ناثان دان (بالإنجليزية: Nathan Dunn)‏ هو شخصية أعمال أمريكي، ولد في 1782، وتوفي في 1844.